# Kimberly A. Weaver
Kimberly A. Weaver   (Morgantown, 19 d'abril de 1964), també coneguda com Kim Weaver, és una astrònoma i professora d'astrofísica estatunidenca. Ha treballat amb la NASA en diversos projectes de recerca. Se la veu sovint en programes de televisió sobre astronomia. És experta en l'àrea de l'astronomia de raigs X.

## Joventut i educació
Quan era una nena de cinc anys d'edat, va quedar impressionada per les imatges de planetes i galàxies, així com per l'antena de 90 metres de l'Observatori Nacional de Ràdioastronomia (NRAO) de Green Bank, Virgínia Occidental. També acredita la missió lunar Apollo 11 com la inspiració per convertir-se en científica de carrera a la NASA.
Va assistir a la Universitat de Virgínia Occidental (WVU) i va completar una llicenciatura en física el 1987. Després es va matricular a la Universitat de Maryland el 1988, on va començar a treballar com a estudiant en pràctiques al Goddard Space Flight Center de la NASA a Greenbelt, Maryland. Kim es va graduar a la Universitat de Maryland el 1990 amb M.S. en Astronomia. Va ser acceptada a la Universitat de Maryland a College Park i es va graduar el 1993 amb Ph.D. en astronomia. La seva tesi doctoral va ser en espectres complexos de raigs X de banda ampla de les galàxies Seyfert. Weaver va passar dos anys addicionals com a investigadora associada postdoctoral a Penn State i dos anys més com a investigadora associada a la Universitat Johns Hopkins. El 1998, va tornar a Goddard.

## Carrera professional
Al Laboratori d'Astrofísica d'Altes Energies de Goddard, Weaver era una científica funcionària, centrada en l'astronomia de raigs X, especialment en el projecte del satèl·lit Constellation X, que forma part del programa «Beyond Einstein» de la NASA, com a científica adjunta del projecte. Durant el seu mandat a Goddard, també va treballar àmpliament amb l'Observatori de raigs X de Chandra on es van fer moltes observacions importants respecte a les galàxies d'esclat d'estrelles, forats negres i altres fenòmens astronòmics. A més de Chandra, Weaver ha treballat amb altres telescopis de raigs X com els satèl·lits XXM-Newton, RXTE i BeppoSAX. El 2005 va estar en una assignació especial a l'Institut Tecnològic de Califòrnia com a científica del programa Spitzer de la NASA. Weaver treballa ara al Goddard Space Flight Center de la NASA a Greenbelt, Maryland, com a astrofísica al laboratori d'astrofísica de raigs X. Actualment, Weaver, a més de treballar amb la NASA, també és professora adjunta a la Universitat Johns Hopkins de Baltimore, Maryland.
Les àrees d'interès d'investigació de Weaver inclouen l'astronomia general de raigs X, els nuclis galàctics actius, les galàxies d'esclat d'estrelles i la formació de forats negres. Està involucrada amb molts grups i organitzacions professionals, com ara: el Comitè Executiu de la Divisió d'Astrofísica d'Altes Energies de la Societat Astronòmica Americana i el Comitè per a la Condició de la Dona en Astronomia; la Unió Astronòmica Internacional; la Societat Americana de Física; i la Goddard Employees Welfare Association.

## Premis i reconeixements
Weaver ha rebut bastants premis, que incluen:
- 1992, Premi Peer de la NASA
- 1991-1993, Beca d'investigador per a estudiants graduats de la NASA
- 1996, Premi presidencial a la carrera inicial per a científics i enginyers, NASA
- 2007, Premi de reconeixement d'antics alumnes de la Universitat de Virgínia Occidental
- 2009, Premi Alumne distinguit, Departament d'Astronomia de la Universitat de Maryland[7]
- 2009, Premi Robert H. Goddard a l'èxit excepcional en divulgació científica
- 2011, Acadèmia d'antics alumnes distingits de la Universitat de Virgínia Occidental

## Selecció de publicacions
Weaver ha publicat al voltant de 60 articles científics, que inclouen:
- Weaver, K. A.; Yaqoob, T. «On the Evidence of Extreme Gravity Effects in MCG-6-30-15» (en anglès). ApJ, 502, 1998, pàg. L139.
- Weaver, K. A.; Heckman, T. M.; Dahlem, M. «An X-Ray Minisurvey of Nearby Edge-On Starburst Galaxies» (en anglès). ApJ, 534, 2000, pàg. 684.

També és autora del llibre, The Violent Universe: Joyrides Through the X-Ray Cosmos, publicat per la Johns Hopkins University Press.

## Vida personal
A Weaver li agrada la música, l'art i el cant. També li encanta el teatre comunitari, on participa en l'actuació, la direcció i l'escenografia. Li agrada especialment interpretar el paper d'Elvira a Blithe Spirit de Noël Coward. Mentre estava a la universitat, va ser membre de la banda de música de la WVU i el 1986 va ser escollida Miss Mountaineer. Weaver té un interès particular a implicar els nens amb l'astronomia.
Els seus pares encara resideixen a Morgantown, Virgínia Occidental.